# Jazz-Club de Dunkerque
Le JAZZ-CLUB de Dunkerque est un club de jazz situé au sein du Pôle Marine de Dunkerque, au 19 rue des Fusiliers Marins. Créé en 1983, il s’impose comme l’un des meilleurs clubs de jazz en France.

## Historique
Le JAZZ-CLUB de Dunkerque a été créé en janvier 1983 comme activité de la « MJC Terre Neuve » par Françoise et Jean Devienne, puis s’est développé grâce à de nombreux bénévoles.
En juillet 2001, il évolue de façon autonome dans le cadre d’une nouvelle association et reçoit son appellation actuelle.
Le 1er octobre 2006, il déménage dans un nouveau lieu attribué par la ville de Dunkerque au sein du Pôle Marine, et dispose ainsi d’une salle de concert dédiée de 199 places.
Le JAZZ-CLUB de Dunkerque est membre fondateur en 1997 de la Fédération des Scènes de Jazz et de Musiques Improvisées.

## Activités

### Concerts
Chaque mois, Le JAZZ-CLUB de Dunkerque propose 3 soirées de concerts (Jeudi, Vendredi, Samedi) avec le même groupe: des musiciens de premier plan au niveau national et international.

### Jam-Sessions
Chaque mois, le JAZZ-CLUB de Dunkerque organise une jam-session, ouvrant sa scène aux musiciens de jazz de la région désireux de venir jouer des « standards » accompagnés de la section rythmique en place.

### Concerts «Jeune public»
Chaque mois, le JAZZ-CLUB de Dunkerque accueille des scolaires (Lycées, Collèges, Ecoles élémentaires) de toute l’agglomération pour un concert dédié donné par les musiciens de la programmation.

### Résidences d’artistes
Les résidences d’artistes, produites en partenariat avec le Conservatoire de Dunkerque, permettent à un artiste de s’installer pour quelques jours au JAZZ-CLUB de Dunkerque afin d’y développer un projet avec des musiciens locaux, et d’en donner à l’issue un concert public.
Parmi les artistes ayant été en résidence au Jazz Club de Dunkerque, on peut notamment citer Laurent Cugny, Vincent Courtois, Glenn Ferris...

### Festival
Le JAZZ-CLUB de Dunkerque a organisé les 3, 4, 5 octobre 2013 son premier festival « Dunkerque SPIRIT of JAZZ » dans le cadre de Dunkerque Capitale Régionale de la Culture.

## Programmation
La programmation du JAZZ-CLUB de Dunkerque se veut exigeante, avec des découvertes, des projets novateurs et créatifs. Il fait découvrir également les jeunes groupes de musiciens de la région, en 1ère partie de concert.
Parmi les artistes qui se sont produits au JAZZ-CLUB de Dunkerque, on peut notamment citer: Paolo Fresu, Mike Stern, Joachim Kühn, Minino Garay, Henri Texier, Mario Canonge, Louis Sclavis, Stefano Di Battista, Éric Le Lann, Anne Paceo, François Moutin, Louis Moutin, Étienne Mbappé, David Linx, Nguyên Lê, André Ceccarelli, Patrice Caratini, Laurent de Wilde, Sylvain Rifflet, Stéphane Huchard, Sylvain Beuf, Vincent Peirani, Paul Lay, Louis Winsberg, Géraldine Laurent, Yilian Canizares, Marc Berthoumieux, Pierrick Pédron, Fred Nardin, Christophe Wallemme, Olivier Ker Ourio, Jean-Marie Ecay, Arnaud Dolmen...